# 식물성 치즈

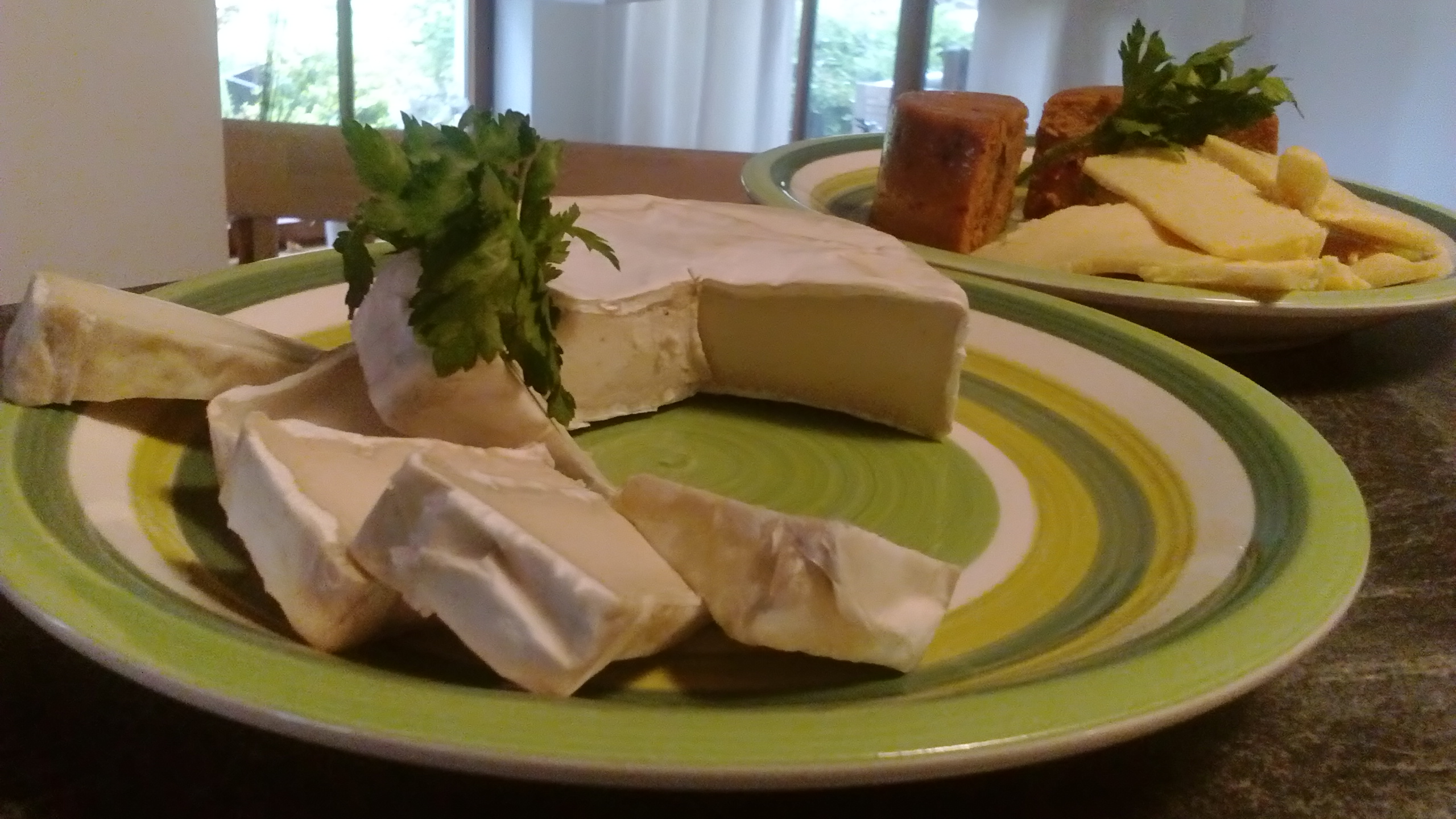
식물성 치즈

식물성 치즈(植物性cheese)는 동물의 젖이 아닌 식물성 재료로 만든 치즈 대체재이다. 비건 등 동물성 식품 섭취를 피하는 사람들을 위해 생산되며, 비건 치즈(vegan cheese)라고도 불린다.

## 같이 보기
- 식물성 밀크